# مسجد الأميرة لالة لطيفة
مسجد الأميرة لالة لطيفة أو مسجد لالة لطيفة هومسجد بمدينة سلا بالمغرب، يقع بحي السلام ضمن مقاطعة بطانة. تم تدشين هذا المسجد من طرف ملك المغرب محمد السادس في شهر رمضان (18 ماي 2018). بني هذا المسجد بهندسة تدمج بين الأصالة والمعاصرة من طرف المهندس إدريس العلمي بميزانية 11 مليون درهم مغربي. الأرض التي بني عليها المسجد تبرعت بها جمعية النخيل، ومساحتها 1640 متر مربع. لهذا المسجد 4 واجهات، وموقف لسيارات ومحلات تجارية، ويوجد وسط حي سكني. الطاقة الاستيعابية لهذا المسجد تبلغ أكثر من 1800 مصلي ومصلية. 

## الوصف
مساحة هذا المسجد تنازه 1200 متر مربع ويتكون من الطابق الأرضي والطابق الأول. الطابق السفلي للمسجد يحتوي على قاعة الصلاة ومساحتها 700 متر مربع، وطاقتها الاستيعابية ألف مصلي، أما الطابق الأول فمخصص لنساء بمساحة 160 متر مربع، بالإضافة إلى مكان للصلاة في الهواء الطلق مساحته 300 متر مربع. هذا المسجد لديه مرافق أخرى مثل بيت الوصوء وبيت التخزين وكتاب تحفيظ القرآن، ومحلات تجارية وموقف، ومسكنين للإمام والمؤذن، كما يتوفر على تجهيزات ؤ تقنيات عصرية.